# Rostryggig taggstjärt
Rostryggig taggstjärt (Cranioleuca vulpina) är en fågel i familjen ugnfåglar inom ordningen tättingar.

## Utseende och läte
Rostryggig taggstjärt är en liten och långstjärtad fågel. Den är roströd ovan och ljus under med ett vitt ögonbrynsstreck. Den liknar gulhakad taggstjärt, men har ljus, ej mörk, undre näbbhalva. Sången, som avges i duett, består av en serie ljusa toner. 

## Utbredning och systematik
Rostryggig taggstjärt delas in i fyra underarter:
- Cranioleuca vulpina apurensis – förekommer i västra Venezuela (västra Apure)
- Cranioleuca vulpina vulpina – förekommer från nordöstra Colombia till Venezuela, Brasilien och östligaste Bolivia
- Cranioleuca vulpina foxi – förekommer i centrala Bolivia (östra Cochabamba)
- Cranioleuca vulpina reiseri – förekommer i nordöstra Brasilien (Piauí, västra Pernambuco och västra Bahia)

Tidigare behandlades coibataggstjärt (C. dissita) som en underart till rostryggig taggstjärt.

## Levnadssätt
Rostryggig taggstjärt hittas i galleriskog nära vatten. Den födosöker mestadels i undervegetationen. 

## Status och hot
Arten har ett stort utbredningsområde, men tros minska i antal, dock inte tillräckligt kraftigt för att den ska betraktas som hotad. Internationella naturvårdsunionen IUCN listar arten som livskraftig (LC).